# Frieden von Zsitvatorok

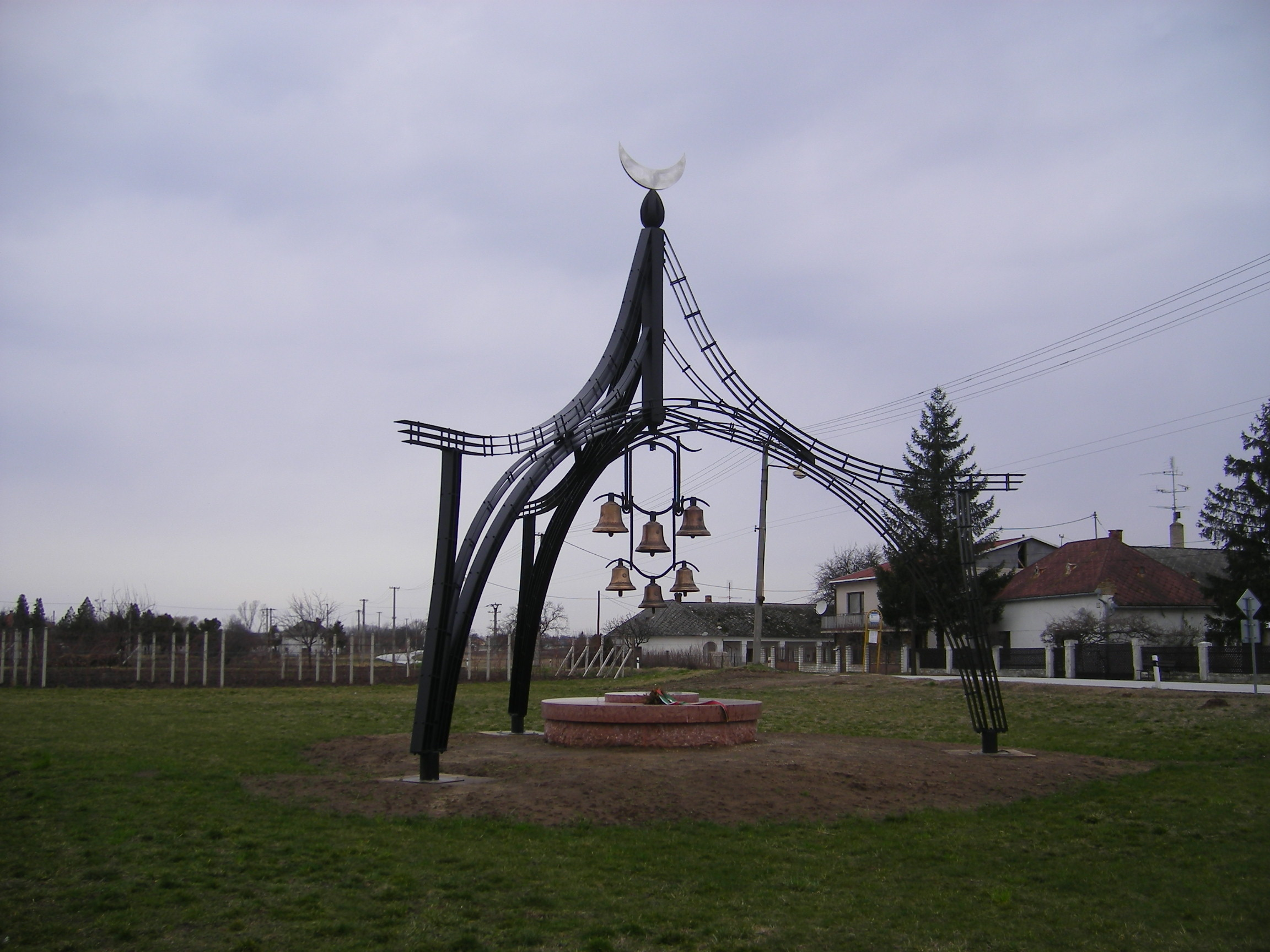
Gedenkstätte an den Frieden von Zsitavatorok in Radvaň nad Dunajom

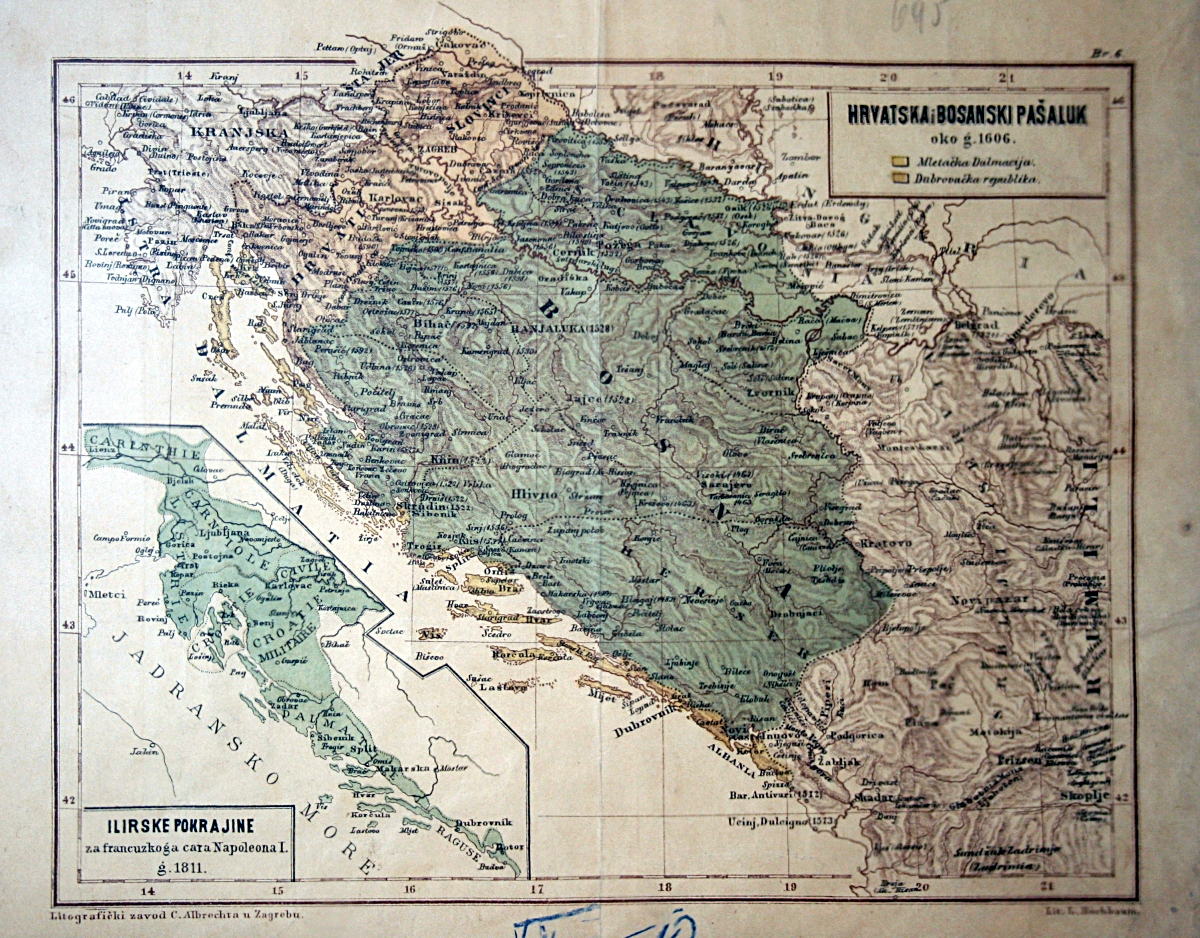
Kroatische Länder und bosnisches Paschalik zur Zeit des Friedens

Der Friede von Zsitvatorok (Bezeichnung der Mündung der Žitava in die Neutra, nördlich von Komorn) vom 11. November 1606 beendete den Langen Türkenkrieg zwischen dem Habsburgerreich und dem Osmanischen Reich.

## Inhalt und Folgen
Dem in einem Niemandsland zwischen den Machtbereichen beider Reiche abgeschlossenen Frieden war der Frieden von Wien vom 23. Juni 1606 zwischen den aufständischen ungarischen Ständen und dem österreichischen Erzherzog vorausgegangen. Der Wojwode von Siebenbürgen, der reformierte Christ Stephan Bocskai, hatte zwischen beiden Parteien vermittelt.
Der Vertrag veränderte die Stellung beider Reiche erheblich. So wurde durch eine Einmalzahlung von 200.000 Gulden an den osmanischen Sultan Ahmed I. die bis dato stattfindende jährliche Tributzahlung des Kaisers (beim Friedensschluss Rudolfs II.) an die Hohe Pforte beendet. Durch diese Konzession erkannte der Sultan den Kaiser erstmals als gleichrangig an. Der Frieden legte den Status quo von 1606 als gültig fest. Dies bedeutete, dass die Osmanen Eger und Nagykanizsa behielten, während die Festungen nördlich von Buda, die am Anfang des Krieges von den Habsburgern erobert worden waren, in deren Besitz blieben. Für die übrigen Grenzen galt der Status quo ante von 1593. Das Fürstentum Siebenbürgen war mit diesem Friedensschluss de facto unabhängig geworden, eine genaue Regelung seiner Stellung zur Hohen Pforte war jedoch im Vertrag absichtlich offen gelassen worden, was sich für seine Zukunft noch als schwere Belastung herausstellen sollte.
Durch mehrmalige Verlängerungen sollte dieser Friedensschluss bis zum Türkenkrieg 1663/1664 Bestand haben. Beide Reiche hatten durch diesen Frieden den Rücken für den Kampf gegen andere Gegner frei bekommen. Das Habsburgerreich sollte schon bald seine gesamte Aufmerksamkeit und sämtliche Ressourcen für die Kämpfe des Dreißigjährigen Krieges benötigen, während sich das Osmanische Reich nun völlig der Bekämpfung von Aufständen in den Ostgebieten Kleinasiens und den Kriegen gegen Polen und das Perserreich der Safawiden widmen konnte.